# Alain Rellay
Alain Rellay (* 1936 oder 1937; † 9. Februar 2018 in Buffières, Département Saône-et-Loire) war ein französischer Jazzmusiker (Tenor- und Sopransaxophon). Das von ihm entwickelte Kompositions-Wissen wird in vielen Lyoner Gruppen der „imaginären Folklore“ verwendet.

## Wirken
Rellay der nach dem Studium in Paris hauptberuflich in der Textilindustrie tätig war, spielte zwischen 1965 und 1969 in Lille mit Didier Levallet und Michel Graillier. Vom Bebop fand er zu einem zeitgenössischeren Jazz und war 1976 in Lyon einer der Gründer der Association à la Recherche d’un Folklore Imaginaire (ARFI). Über 30 Jahre war er Mitglied der Großformation Marmite Infernale, mit der er fünf Alben einspielte und 1984 auf dem Moers Festival auftrat. In den 1980er Jahren bildete er auch ein Duo mit Patrick Vollat (Reminiscences 1983), aus dem mit Christian Rollet die Gruppe Vollat Trois entstand, die auf vielen europäischen Festivals auftrat. Zeitweilig gehörte er zum Quintett von Louis Sclavis, an dessen Album Ad Augusta Per Angustia (1981) er auch beteiligt war. Nach Tom Lord hat er bis zum Jahr 2000 an 15 Aufnahmen im Bereich des Jazz teilgenommen. Mit dem Posaunisten Jacques Veillé bildete er die Formation L’Improvisateur et son Double; bereits 1978 entstand La Bête à Bon Dos; er spielte aber auch in anderen Lyoner Gruppen wie Toi Tarzan…Nous aussi und Tragédie au Cirque.  Seit 1995 trat er mit Lucia Recio im Duo Torero Loco auf.

## Diskographische Hinweise
- Trio Alvire La gondole prend l’eau (ARFI 1979, mit Hervé Remond, Fabrice Alibau)
- Vollat Trois Vol à trois (ARFI 1992)
- Potemkine (ARFI 1996, mit Jean-François Canape, Jean Mereu, Alain Gibert, Jean-Paul Autin, Maurice Merle, Guy Villerd, Jef Sicard, Pascal Lloret, Xavier Garcia, Claude Tchamitchian, Christian Ville)
- La Bête a bon dos Tango Félin (ARFI, 2002)
- Torero loco Portraits (2009)